# Multidisciplinair
Een multidisciplinaire activiteit is een activiteit, zoals bepaalde vormen van wetenschap en kunst, waarbij kennis vanuit meerdere disciplines gecombineerd wordt ingezet om de activiteit te voltooien.

## Multidisciplinaire wetenschap
Om een bepaald onderwerp vanuit meerdere perspectieven te kunnen onderzoeken, of om een bepaalde technologie te kunnen ontwikkelen, is het vaak noodzakelijk om kennis te combineren die afkomstig is uit verschillende disciplines, die over het algemeen als eenheden van onderzoek en onderwijs worden gezien. Om deze reden bestaan er vele multidisciplinaire onderzoeksgroepen, onderzoeksprogramma's en onderzoeksinstituten.
Omdat wetenschappelijke ontdekkingen steeds vaker plaatsvinden op grenzen van disciplines en economische innovaties en maatschappelijke vernieuwingen steeds vaker inbreng vergen uit meerdere vakgebieden, wordt multidisciplinair onderzoek steeds belangrijker.
Multidisciplinaire wetenschap leidt niet tot een echte integratie of wederzijdse beïnvloeding van de betrokken disciplines. Dit is wel het geval bij interdisciplinariteit.

## Multidisciplinaire kunst
Wanneer kunstenaars afkomstig uit verschillende disciplines oftewel kunstvormen zoals architectuur en beeldende kunst samenwerken, is er sprake van multidisciplinaire kunst.

## Multidisciplinariteit in de gezondheidszorg
In de gezondheidszorg houdt multidisciplinariteit in dat professionals vanuit verschillende disciplines, oftewel specialisten binnen verschillende gebieden, samenwerken om gezamenlijk een goede diagnose en behandeling te kunnen bieden.